# Clarissenklooster (Tilburg)

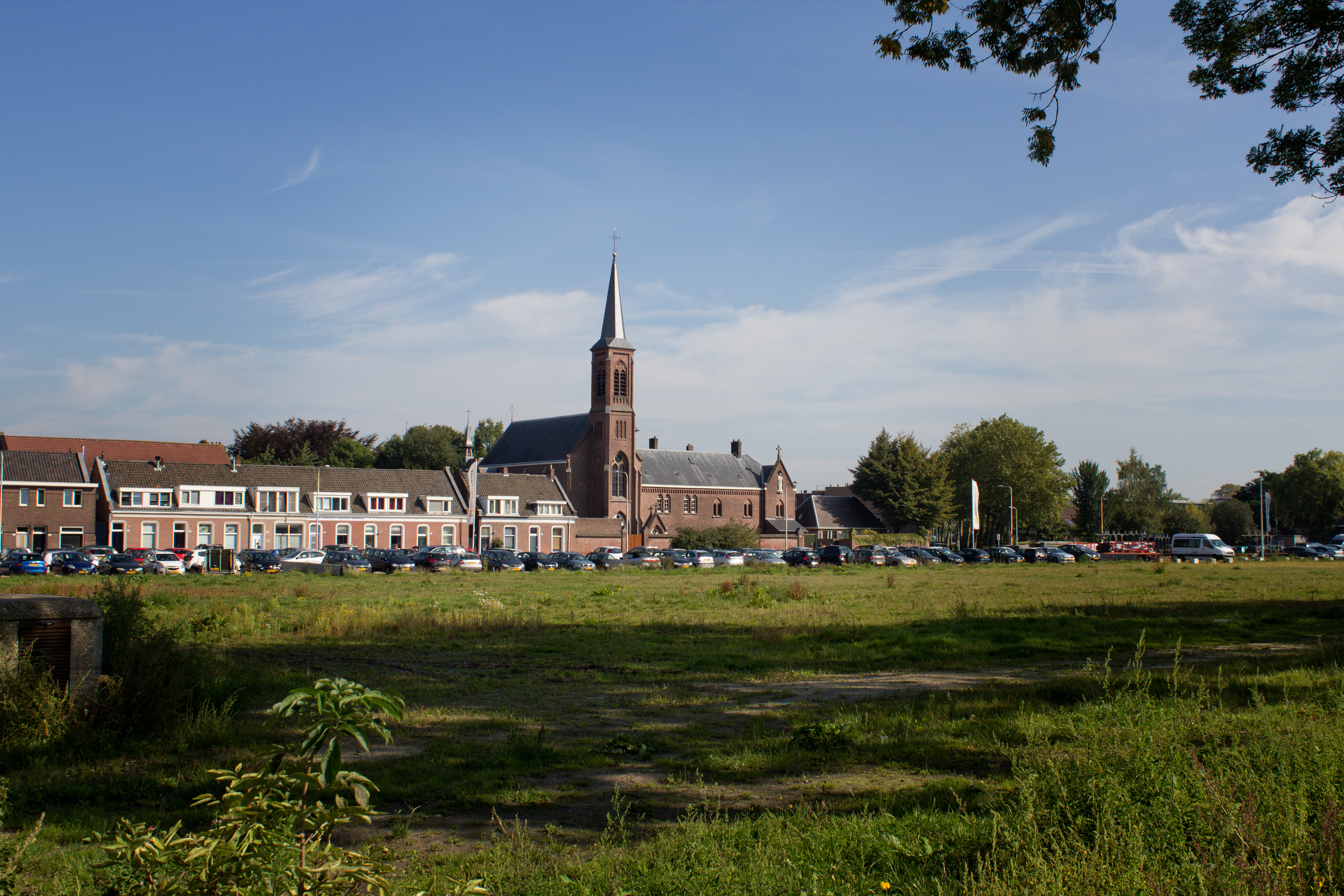
Clarissenklooster

Het Clarissenklooster is een voormalig klooster van de zusters Clarissen, te Tilburg, gelegen aan de Lange Nieuwstraat 191.

## Geschiedenis
Het klooster werd in 1889 gesticht vanuit het Klooster van de Zusters der Arme Klaren te Roeselare. Aanvankelijk vestigden ze zich aan de Heuvelstraat, maar al in 1890 werd het klooster in neogotische stijl aan de Lange Nieuwstraat gebouwd naar ontwerp van A.G. de Beer.
In 1962 vond nog een verbouwing plaats. In 1989, toen er nog acht zusters over waren, vertrokken zij naar het kloosterbejaardenoord Huize Witven te Someren. Het kloostercomplex kreeg een sociale functie, onder meer als opvangplek voor jongeren onder de naam Sterk Huis.

## Gebouw
Het betreft een bakstenen bouwwerk met grote kapel in neogotische stijl. Kenmerkend voor de zusters Clarissen is de clausuur. Zij verbleven achter hekken en tralies. Ook de diensten in de kapel werden achter een hek bijgewoond. Boodschappen en dergelijke werden via een tourniquet bezorgd. In het interieur zijn nog een aantal overblijfselen hiervan te vinden. Ook zijn de kloostergebouwen ommuurd.
De kapel, in neogotische stijl, fungeerde als een openbaar kerkgebouw. De zusters woonden de diensten bij van achter een hekwerk. Daarnaast bezaten zij een kleinere, sobere, kapel. Kenmerkend is de slanke toren, gedekt door een hoge ingesnoerde naaldspits en geflankeerd door een ronde traptoren.
Klooster en kapel zijn geklasseerd als Rijksmonument.